# Bitwa pod Cancha Rayada (1818)
Bitwa pod Cancha Rayada – starcie zbrojne, które miało miejsce 16 marca 1818 w trakcie walk o niepodległość Chile. W bitwie wzięło udział 5000 hiszpańskich żołnierzy dowodzonych przez gubernatora Mariano Osorio oraz 7000 wojska Armii Andów pod wodzą generała José de San Martína.
Osorio obawiając się liczebnej przewagi wroga, zwłaszcza w siłach kawalerii starał się nie prowokować bitwy oczekując na posiłki z miasta Talca. Dał się jednak przekonać swojemu dowódcy José Ordóñezowi, który zdecydowany był znienacka zaatakować rebeliantów w rejonie Cancha Rayada. Około 19:30 Hiszpanie podeszli pod pozycje nic nie przeczuwającego przeciwnika, atakując batalion Bernardo O’Higginsa. Atak rozproszył rebeliantów a O’Higgins odniósł w walce ranę i stracił konia. Mimo porażki O’Higginsa, San Martín nakazał swoim ludziom pozostanie na stanowiskach. Mimo to wielu rebeliantów opuściło pozycje obronne, zostawiając broń. Dopiero po ucieczce większości oddziałów San Martín nakazał odwrót, który osłaniał Gregorio de Las Heras. Dzięki temu udało się odzyskać większość utraconej wcześniej broni. Dnia 21 marca zdziesiątkowana Armia Andów wycofała się do San Fernando. Tutaj San Martín dowiedział się o utracie Santiago i opuszczeniu miasta przez miejscową ludność. Porażka pod Cancha Rayada była jedynką porażką San Martína w trakcie kampanii. Rebelianci utracili 150 zabitych oraz 200 jeńców, setki zdezerterowało. Utracono też wiele koni. Hiszpanie stracili 200 ludzi.